# 日本オリンピック委員会
公益財団法人日本オリンピック委員会（にほんオリンピックいいんかい、英: Japanese Olympic Committee, JOC）は、国際オリンピック委員会（IOC）に承認された日本の国内オリンピック委員会（National Olympic Committee, NOC）。

## 概要
JOCはIOCの日本での窓口として、また、日本におけるオリンピック・ムーブメントを推進する組織としてオリンピック競技大会やアジア大会などの国際総合競技大会への選手派遣事業を行う。1911年の大日本体育協会の設立と共に、長く日本体育協会（現：日本スポーツ協会）の一委員会であったが、1989年8月7日、財団法人日本オリンピック委員会として、独立した法人となった。2011年4月1日には公益財団法人へと移行した。
オリンピックのメダリストに報奨金を出すなど、選手強化に努めてきた。例えば、事業の一環として「がんばれ!ニッポン!」キャンペーンなどが挙げられる。また、オリンピック・デーランやオリンピックコンサートなども行っている。
JOCが2005年に2016年のオリンピック招致を主要都市に呼びかけた。その呼びかけに、福岡県と東京都が応じた。2006年8月30日、22票対33票で東京都がオリンピック招致日本代表都市に選ばれ、2007年7月に立候補都市の申請が終わった。
オリンピックの日本選手団への報奨金総額は、2004年のアテネ五輪の1億5600万円が最高であり、次いで2012年のロンドン五輪の1億4200万円であった（2012年現在）。なお、JOCの報奨金については1993年までは所得税における課税対象となっていたが、1992年のバルセロナ五輪に出場した競泳選手の岩崎恭子が金メダルを獲得したことを契機として、1994年に租税特別措置法が改正され、財務大臣が指定するものについては非課税となった。
また、加盟団体の若手指導者を指導技術研鑽のために国外に派遣するスポーツ指導者海外研修事業を行っている。
JOCでは理事会などの場において、五輪運動に貢献した関係者（理事など）が亡くなった際、黙祷するという慣習があるという。

## 沿革
- 1946年 - 12月4日 大日本体育会理事会、日本オリンピック委員会の設立を決定した。
- 1989年 - 8月7日 文部省体育局の向井正剛らの努力により、文部大臣より財団法人日本オリンピック委員会の設立が許可された。
- 1991年 - 3月31日 日本体育協会の加盟団体から脱退した。
- 1991年 - 4月1日 財団法人日本オリンピック委員会が特定公益増進法人として認可された。
- 1991年 - 10月9日 JOCニュー・ロゴタイプを作成。
- 1992年 - 1月1日 JOCスポーツ賞を制定。
- 1992年 - 2月14日 JOC機関誌「OLYMPIAN」創刊。
- 1993年 - 6月23日 JOC第2エンブレム制定（コシノジュンコによるデザイン）[6][7]。
- 1993年 - 6月23日 JOM ジャパン・オリンピック・マーケティング株式会社を設立したが、JOC独自の企業スポンサーの集約等がうまく果たせず、2001年3月に解散[8][注 1]。
- 2011年 - 4月1日 財団法人から公益財団法人へと移行。

## 役員

### 歴代委員長
※1989年に財団法人となるまでは委員長が最高責任者であった。
1. 嘉納治五郎（1911年 - 1921年）
2. 岸清一（1921年 - 1933年）
3. 大島又彦（1936年 - 1937年）
4. 下村宏（1937年 - 1942年）
5. 平沼亮三（1945年 - 1946年）
6. 東龍太郎（1947年 - 1958年）
7. 津島寿一（1959年 - 1962年）
8. 竹田恒徳（1962年 - 1969年）
9. 青木半治（1969年 - 1973年）
10. 田畑政治（1973年 - 1977年）
11. 柴田勝治（1977年 - 1989年）

### 歴代会長
1. 堤義明（1989年 - 1990年）
2. 古橋廣之進（1990年 - 1999年）
3. 八木祐四郎（1999年 - 2001年）
4. 竹田恆和（2001年 - 2019年）
5. 山下泰裕 [12]（2019年 - 2025年）
6. 橋本聖子 [13]（2025年 - ）

### 役員一覧
令和7・8年度（2025年6月26日現在）
|   | 役職 | 氏名     | スポーツ関係団体等役職等                                        |
| - | ---- | -------- | --------------------------------------------------------------- |
| 1 | 会長 | 橋本聖子 | （公財）日本自転車競技連盟会長 （公社）日本ライフル射撃協会会長 |

## 加盟競技団体
※印は日本スポーツ協会非加盟。野球は日本野球連盟が加盟。

☆印はオリンピック非正式競技。

★印はアジア競技大会非正式競技。

### 正加盟団体
- 日本陸上競技連盟
- 日本水泳連盟
- 日本サッカー協会
- 全日本スキー連盟
- 日本テニス協会
- 日本ローイング協会
- 日本ホッケー協会
- 日本ボクシング連盟
- 日本バレーボール協会
- 日本体操協会
- 日本バスケットボール協会
- 日本スケート連盟
- 日本レスリング協会
- 日本セーリング連盟
- 日本ウエイトリフティング協会
- 日本ハンドボール協会
- 日本自転車競技連盟
- 日本ソフトテニス連盟☆★
- 日本卓球協会
- 全日本軟式野球連盟☆★
- 日本相撲連盟☆★
- 日本馬術連盟
- 日本フェンシング協会
- 全日本柔道連盟
- 日本ソフトボール協会☆
- 日本バドミントン協会
- 全日本弓道連盟☆★
- 日本ライフル射撃協会
- 全日本剣道連盟☆★
- 日本近代五種協会★
- 日本バイアスロン連盟
- 日本ラグビーフットボール協会☆
- 日本山岳・スポーツクライミング協会☆★
- 日本カヌー連盟
- 全日本アーチェリー連盟
- 全日本空手道連盟☆

- 日本アイスホッケー連盟
- 全日本銃剣道連盟☆★
- 日本クレー射撃協会
- 全日本なぎなた連盟☆★
- JAPAN BOWLING☆
- 日本ボブスレー・リュージュ・スケルトン連盟★
- 全日本野球協会※☆
- 日本スポーツ芸術協会※☆★
- 日本武術太極拳連盟☆
- 日本カーリング協会
- 日本トライアスロン連合
- 日本ゴルフ協会☆
- 日本スカッシュ協会※☆
- 日本ビリヤード協会※☆
- 日本ボディビル・フィットネス連盟※☆
- 全日本テコンドー協会※
- 日本ダンススポーツ連盟☆
- 日本サーフィン連盟※☆★
- ワールドスケートジャパン☆★
- 日本ラクロス協会☆★(2028年度まで限定)

### 準加盟団体
- 日本カバディ協会※☆
- 日本セパタクロー協会※☆
- 日本アメリカンフットボール協会☆★
- 日本チアリーディング協会☆★
- 日本クリケット協会※☆
- 日本eスポーツ連合※☆

### 承認団体
- 日本オリエンテーリング協会☆★（スキーオリエンテーリングは☆）
- 日本パワーリフティング協会☆★
- 日本ペタンク・ブール連盟☆★
- 日本フライングディスク協会☆★
- 日本コントラクトブリッジ連盟※☆★
- 日本航空協会※☆★
- 日本水上スキー・ウエイクボード連盟※☆★

## アスナビ
JOCの仲介による就職支援ナビゲーションシステムで、2010年秋にスタート。オリンピックや世界選手権などを目指すトップアスリートの生活環境を安定させ、競技を安心して続けることができる環境を作るため、企業側のサポートを呼びかけるのが目的。2012年10月時点で、以下の11人の仲介に成功している。
| 選手名     | 採用企業                                 | 入社月     |
| ---------- | ---------------------------------------- | ---------- |
| 古賀淳也   | 第一三共                                 | 2011年1月  |
| 上田春佳   | キッコーマン                             | 2011年4月  |
| 竹下百合子 | キッコーマン                             | 2011年4月  |
| 下大川綾華 | テクマトリックス                         | 2011年4月  |
| 朝日健太郎 | フォーバル                               | 2011年7月  |
| 家根谷依里 | 大林組                                   | 2012年2月  |
| 小西ゆかり | 飛鳥交通                                 | 2012年4月  |
| 黒須成美   | 東海東京証券                             | 2012年6月  |
| 坂本鷹志   | ゼウス・エンタープライズ                 | 2012年8月  |
| 中村奨太   | ロジネットジャパン                       | 2012年10月 |
| 柏原理子   | 中日本ハイウェイ・エンジニアリング名古屋 | 2013年4月  |

JOCとJPCは、2014年8月6日パラリンピックを目指す強化指定選手の就職支援する協定を結んだと発表。JOCが仲介役となりオリンピックを目指すトップ選手と企業の橋渡しをする制度アスナビに障害者選手も登録すると発表。JOCとJPCの協定は初。
2016年5月の時点で、企業に採用された選手が100人を突破したと報道された。

## 報奨金
オリンピック競技大会のメダリストに対しては、日本オリンピック委員会から、報奨金が支給されている。
- 金メダル：500万円　※2016年リオ大会より、300万円から引上げ
- 銀メダル：200万円
- 銅メダル：100万円

また、これに加え、日本オリンピック委員会の加盟競技団体からも、報奨金を支給している場合がある。
国としては、メダリストの栄誉を称える観点から、報奨金について所得税と住民税を非課税とするとともに、メダリストへの顕彰を行っている

。

## 批判
2010年バンクーバーオリンピックにおける日本勢の不振に関して長野オリンピック金メダリストの清水宏保が、コーチやトレーナーではなくJOCの役員に金が使われている現状を「お金の使い方が逆でしょう」と痛烈に批判している。フジテレビ「とくダネ!」では、派遣された選手の数より役員の数が多い点や、選手をエコノミークラスで移動させている点を指摘、司会の小倉智昭は「お金の使い方が変」と述べている。
産経新聞は本来、JOCは国の圧力によりボイコットしたモスクワオリンピックを機に国との結び付きが強い日本体育協会(現、日本スポーツ協会)から独立したにもかかわらず、現状、国への依存度が高く、国の支援なしでは選手強化もままならないとし、2018年に続出した国内競技団体の不祥事でも、統括団体であるJOCは事態収拾へ主体的に動こうとせず国内競技団体が守るべき規範としてスポーツ庁が策定を進める「ガバナンスコード」も、政府関係者の声を紹介する形で官主導であると指摘している。

## 事故と訴訟・諸問題
- 2017年9月13日、味の素ナショナルトレーニングセンターにて行われた日本レスリング協会によるレスリングの強化合宿においてグレコローマン学生優勝者の男性大学生が他の組手との接触を避けようとしたところ、受け身が取れない体勢でマットに頭部を強打し頸髄損傷、両手足に麻痺が残る要介護の後遺症を負った。
2019年3月28日、被害男性は同協会と同強化本部長、同本部長と雇用関係にあった日本オリンピック委員会、怪我を負わせた相手選手が所属するALSOKらに対し2億2600万円の損害賠償を求め提訴[25][26]。
- 2021年6月7日、JOCの経理部長が都営地下鉄浅草線中延駅で、電車に飛び込み自殺を図ったとして逝去した。折しも、2020東京五輪・パラ大会のオリ・パラ開閉4式典では、大会組織委員会から電通に最終的に165億円あまりが委託され、実際にオリ・パラ4式典に用いられた予算がおよそ10億円。155億円あまりが電通の守秘義務契約を理由に使途不明になっていることが明らかになっている[27][28]。また、同大会運営業務委託に絡み、東急エージェンシー、博報堂、ADK、電通など大手広告代理店数社やフジメディアHG系列の番組制作会社フジクリエイティブコーポレーション、人材派遣会社パソナによる、「日給35万」など人件費や管理費名目の多額にのぼる中抜き（中間搾取、ピンハネや丸投げ）が国会審議やテレビ番組上での告発などで問題視され、様々な推察や憶測を呼んでいる[29][30][31]。